# コロンビア (ミズーリ州)

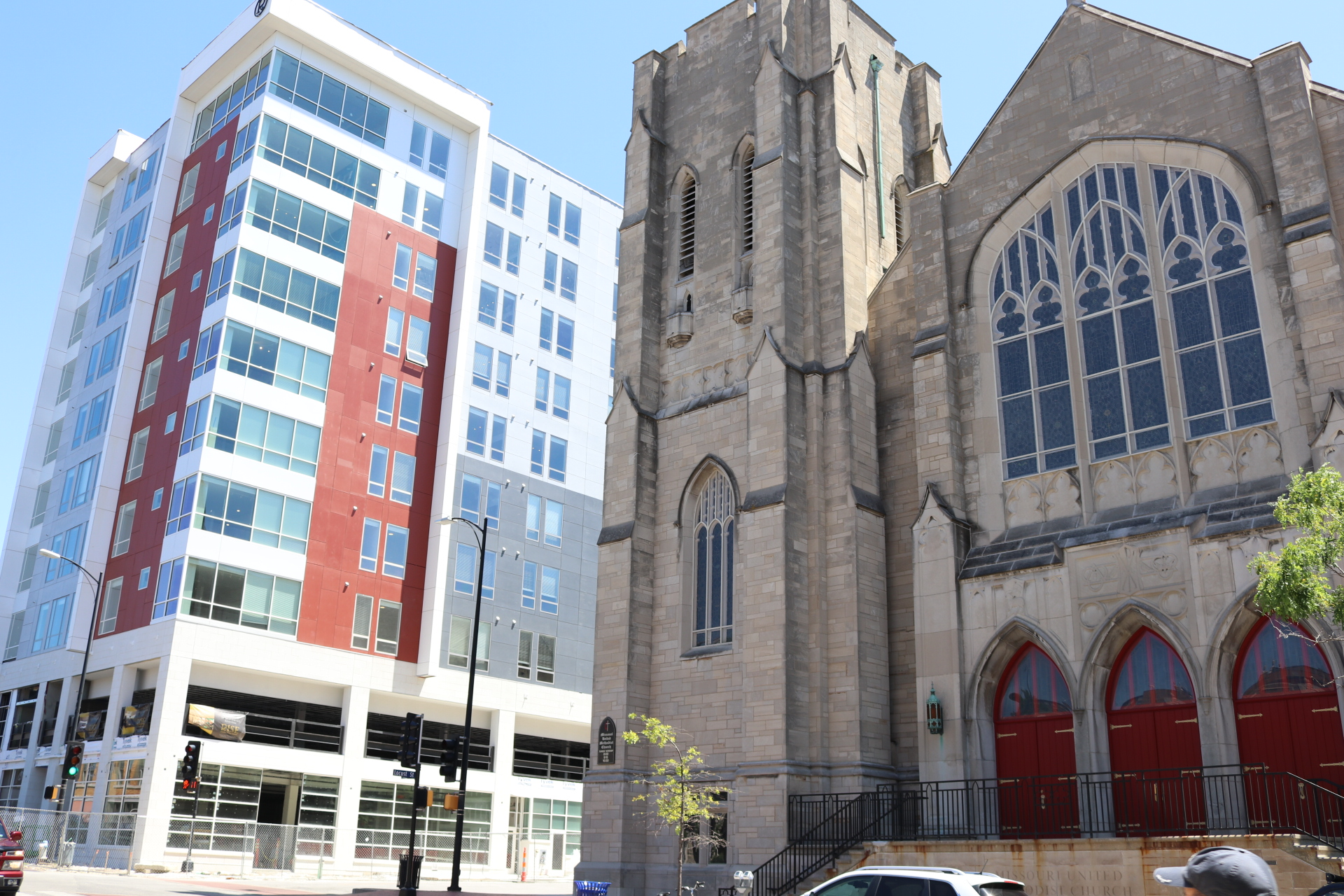
ダウンタウン

コロンビア（Columbia）は、アメリカ合衆国ミズーリ州中央部に位置する都市。ブーン郡の郡庁所在地である。人口は12万6254人（2020年）で、カンザスシティ、セントルイス、スプリングフィールドに続く州第4の都市である。
コロンビアはミズーリ州中央部の文化の中心地であると共に、州の学術の中心地である。市内にはミズーリ大学システムのメインキャンパスであるミズーリ大学コロンビア校をはじめとする大学3校がキャンパスを構えている。そのため同市は若者や留学生が多く、また高学歴者が多いため自由の気風が強い。
コロンビアは1819年に創設された。

## 地理

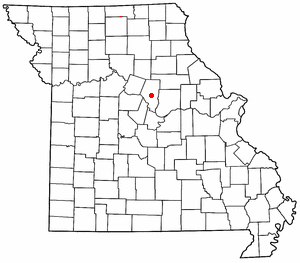
ミズーリ州内の位置

コロンビアは北緯38度56分54秒 西経92度20分2秒 / 北緯38.94833度 西経92.33389度（38.948351, -92.333779）に位置している。市はミズーリ州中央部、リトル・ディキシーと呼ばれる地域に位置している。約40km南には州都ジェファーソンシティが位置する。
アメリカ合衆国統計局によると、コロンビア市は総面積138.1km²（53.3mi²）である。そのうち137.5km²（53.1mi²）が陸地で0.7km²（0.3mi²）が水域である。総面積の0.51%が水域となっている。

## 教育
3校の大学がダウンタウンにキャンパスを構えている。南側にはミズーリ大学コロンビア校のキャンパスが広がり、ギリシア風の建物が建ち並んでいる。東側にはスティーブンスカレッジが、北側にはキリスト教系リベラルアーツ・カレッジのコロンビアカレッジがそれぞれ立地している。

## 文化
コロンビアにおける文化の中心となっているのはダウンタウン中心部のザ・ディストリクトである。同地区は「ミズーリ州中央部の文化と娯楽の中心」を名乗り、レストランやバー、インディーズ映画を放映する映画館が建ち並んでいる。また、同地区では映画祭やジャズ祭などイベントも数多く執り行われる。
ミズーリ大学コロンビア校をはじめとする大学の影響で、市には若者が多く、進歩と自由の気風があふれている。こうした気風はリサイクル運動のような社会的なものから音楽シーンに至るまで様々なところに見られる。シェリル・クロウはミズーリ大学コロンビア校の出身である。また、コロンビアではパンク・ロックやヘビーメタル、プログレッシブといった音楽も好まれ、アーティストを輩出している。
ユニークなものとしては、ダニエル・ブーン公立図書館（Daniel Boone Public Library）が主導し、多くの地元企業の後援を受けているワンリード・プログラム（OneREAD Program）が挙げられる。これは、できるだけ多くの市民が同じ1冊の本を読むことを奨励する活動である。この活動の趣旨は、市民が読書の機会をより多く得るのみならず、同じ本を読むことによって、本の内容についての討論の機会をも得ようということにある。

## 交通
コロンビアの玄関口となる空港はコロンビア地域空港である。この空港は約40km南に位置する州都ジェファーソンシティへの玄関口としても利用されている。
ダウンタウンの北側を州間高速道路70号線が東西に走っている。I-70は幹線の高速道路で、ミズーリ州内ではセントルイスとカンザスシティを結ぶ重要な道路である。コロンビアはこれら2大都市のちょうど中間に位置している。そのためこの2都市を結ぶグレイハウンドのバスもコロンビアに停車する。
コロンビアにはアムトラックの駅がなく、ジェファーソンシティの駅を利用することになる。ジェファーソンシティの駅はミズーリ州会議事堂の近くにあり、ミズーリ線の中距離列車が停車する。
多くの全米の他都市同様、コロンビアの主な交通手段は自動車である。しかし、コロンビア・トランジットという路線バスも利用されている。この路線バスには自転車を載せることができる。また、北東郊のセントラリア市へはコロンビア・ターミナル鉄道という近郊列車も運営している。

## 人口動勢
以下は2000年国勢調査における人口統計データである。
| 基礎データ - 人口: 84,531人 - 世帯数: 33,689世帯 - 家族数: 17,282家族 - 人口密度: 615.0人/km²（1,592.8人/mi²） - 住居数: 35,916軒 - 住居密度: 261.3軒/km²（676.8軒/mi²） 人種別人口構成 - 白人: 81.54% - アフリカン・アメリカン: 10.85% - ネイティブ・アメリカン: 0.39% - アジア人: 4.30% - 太平洋諸島系: 0.04% - その他の人種: 0.81% - 混血: 2.07% - ヒスパニック・ラテン系: 2.05% 年齢別人口構成 - 18歳未満: 19.7% - 18-24歳: 26.7% - 25-44歳: 28.7% - 45-64歳: 16.2% - 65歳以上: 8.6% - 年齢の中央値: 27歳 - 性比（女性100人あたり男性の人口） - 総人口: 91.8 - 18歳以上: 89.1 | 世帯と家族（対世帯数） - 18歳未満の子供がいる: 26.1% - 結婚・同居している夫婦: 38.2% - 未婚・離婚・死別女性が世帯主: 10.3% - 非家族世帯: 48.7% - 単身世帯: 33.1% - 65歳以上の老人1人暮らし: 6.5% - 平均構成人数 - 世帯: 2.26人 - 家族: 2.92人 - 収入の中央値 - 世帯: 33,729米ドル - 家族: 52,288米ドル - 性別 - 男性: 34,710米ドル - 女性: 26,694米ドル - 人口1人あたり収入: 19,507米ドル - 貧困線以下 - 対人口: 19.2% - 対家族数: 9.4% - 18歳未満: 14.8% - 65歳以上: 5.2% |

## 姉妹都市
コロンビアは以下の5都市と姉妹都市提携を結んでいる。
- クタイシ（ジョージア）
- 白山市（日本、石川県） - 旧松任市がコロンビアと姉妹都市提携を結んでいた。
- シビウ（ルーマニア）
- 順天市（大韓民国）
- 青島市嶗山区（中華人民共和国）